# Areca celebica
Areca celebica är en enhjärtbladig växtart som beskrevs av Karl Ewald Maximilian Burret. Areca celebica ingår i släktet Areca och familjen Arecaceae. Inga underarter finns listade i Catalogue of Life.